# Kambiz Roustayi
Kanbiz Roustayi (Iran, 1975/76 – Amsterdam, 7 april 2011) was een Iraanse asielzoeker. Hij stak zichzelf, na 9 jaar in Nederland te hebben gewoond, op 6 april 2011 rond half één in de middag op de Dam in Amsterdam in brand. Hij overleed een dag later, op 7 april 2011 aan zijn verwondingen. Zijn actie was een protest tegen het weigeren van de asielstatus.

## Nasleep
De gebeurtenis was stevig gemediatiseerd, veel vaak schokkende beelden deden de ronde op reguliere en sociale media. De Iraanse schrijfster Dina Nayeri gebruikte het verhaal van Roustayi in haar in 2017 uitgekomen boek Refuge, en Chokri Ben Chikha verwerkte het incident in 2018 in zijn voorstelling Staat van het Theater.